# Opleidings- en Trainingscommando
Het Opleidings- en Trainingscommando (OTCo) is een ondersteunende eenheid binnen de Nederlandse Koninklijke Landmacht en verzorgt het grootste deel van de opleidingen binnen de landmacht en bepaalde opleidingen voor de overige krijgsmachtdelen.
De werkzaamheden variëren van het geven van individuele opleidingen tot de ondersteuning van eenheden bij trainingen, waarbij gebruik wordt gemaakt van simulatiesystemen en observers/trainers. Het OTCo heeft opleidingscentra in onder meer Amersfoort, Oirschot, Soesterberg en Vught.

## Geschiedenis
Voor 1940 Beschikte de Koninklijke Landmacht slechts over enkele scholen zoals scholen voor reserveofficieren voor de verschillende onderdelen. Dienstplichtigen werden intern bij hun toenmalige regimenten of korpsen opgeleid. na 1950 werd, naar het voorbeeld van het Verenigd Koninkrijk en de Verenigde staten van Amerika, een uitgebreide reeks opleidingsinstituten opgericht. Omdat de eenheden waar deze opleidingsinstituten waren ondergebracht niet alleen verantwoordelijk waren voor de trainingen, maar ook het personeel, bepaalden deze ook de opleidings- en trainingsvereisten.
Op 1 november 1969 veranderde dit met de komst van het Commando Opleidingen Koninklijke Landmacht (COKL). Met de oprichting van het COKL werden nagenoeg alle opleidingseenheden van de Koninklijke Landmacht onder één leiding geplaatst. Het trainen bleef een verantwoordelijkheid van de wapen- of dienstafdelingen.
Vanwege de gewijzigde taakstelling, manier van inzet en de schaarste van personele en financiële middelen rond de eeuwwisseling werden er hogere eisen gesteld aan het doelmatig en doeltreffend gebruik van deze middelen. Hierdoor was er behoefte om opleidingen en trainingen onder te brengen bij één eenheid. In 2001 was daarom begonnen met een reorganisatie waarbij Het COKL omgevormd zou worden tot het OTCo.  Hier zouden zowel de opleidingen van het COKL als de trainingen van de operationele eenheden worden ondergebracht. Op 1 juni 2003 was de reorganisatie voltooid.

## Het embleem
Het embleem van het OTCo symboliseert de missie van het onderdeel. De stronk met de ontsproten boom is afgeleid van de lijfspreuk van Prins Maurits, oprichter van het Staatse leger, die in zijn tijd het belang van training vorm gaf. De afgeknotte stronk symboliseert de vermoorde prins Willem van Oranje. De spreuk 'Tandem Fit Surculus Arbor' (eindelijk wordt het twijgje een boom) drukt ook het resultaat van training en opleiding uit.

## Eenheden van het OTCo
Het OTCo bestaat uit een staf en acht opleidings- en trainingscentra:

### Staf OTCo
De staf van het OTCo geeft leiding aan de opleidings- en trainingscentra en is gelegerd op de Bernhardkazerne in Amersfoort.

### Land Training Centre
In het Land Training Centre (LTC) werken opleiders, trainers en evaluatoren die eenheden van de Koninklijke Landmacht ondersteunen en begeleiden tijdens trainingen en oefeningen. Dit doen zij door de deelnemers te observeren en met hen te bespreken wat er goed en minder goed ging. Daarnaast verzorgt het LTC functie- en loopbaanopleidingen voor het optreden op het land. Ook is het betrokken bij de ontwikkeling, uitvoering en evaluatie van het schietoefeningenbeleid en trainingsbeleid.

### Land Warfare Centre
Het Land Warfare Centre (LWC) verzamelt, bewaart en ontwikkelt kennis over landoptreden. Het legt deze kennis onder andere vast in doctrinepublicaties. Deze geven sturing aan de planning, voorbereiding, uitvoering en afronding van militaire operaties. Daarnaast voert het de regie over onder meer:
- opleidingen aan instructeurs;
- vraagstukken op het gebied van grond-luchtsamenwerking;
- Defensiebrede kennis over bestrijding van geïmproviseerde explosieven (counter-IED).[12]

### Koninklijke Militaire School
Bij de Koninklijke Militaire School (KMS) volgen Onderofficieren hun basis- en algemene functieopleiding in Ermelo aan de, onder het KMS vallende, School Initiële vorming Onderofficier (SIVO). Manschappen (zoals Soldaten) en korporaals leren de militaire basisvaardigheden bij de algemene militaire Opleidingen. De Algemene militaire opleidingen voor manschappen en korporaals gebeuren op de volgende locaties:
- Schoolbataljon Luchtmobiel in Arnhem;
- Schoolbataljon Noord in Assen;
- Schoolbataljon Zuid in Oirschot;[13]
- Schoolbataljon Midden in Ermelo (sinds 2023).[14]

Officieren volgen hun opleiding aan de Koninklijke Militaire Academie dat geen deel uitmaakt van de Koninklijke Landmacht.

### Opleidings- en Trainingscentrum Genie
Het Opleidings- en Trainingscentrum Genie (OTCGenie) leidt genisten op. Zij bouwen bruggen, voeren reparaties uit, ruimen mijnenvelden en adviseren op het gebied van chemische, biologische, radiologische en nucleaire (CBRN) dreigingen. Daarnaast verzorgt het trainingscentrum genieopleidingen voor de andere krijgsmachtdelen. Het OTCGenie bestaat uit een Kenniscentrum Genie, de Mineurs- en Sappeursschool, de Pioniers- en Pontonniersschool en het Defensie CBRN Centrum (DCBRNC).

### Opleidings- en Trainingscentrum Logistiek
Het Opleidings- en Trainingscentrum Logistiek (OTCLog) geeft opleidingen over logistiek en bedrijfsvoering. Daarnaast ondersteunt het trainingen van landmachteenheden. Het OTCLog geeft ook opleidingen aan niet-Defensiepersoneel zoals leerlingen van de opleiding Veiligheid en Vakmanschap (VeVa). Verder is ook de Bergings- en Identificatiedienst Koninklijke Landmacht (BIDKL) ondergebracht bij het OTCLog.

### Opleidings- en Trainingscentrum Manoeuvre
Het Opleidings- en Trainingscentrum Manoeuvre (OTCMan) leert militairen hoe troepen op het land moeten worden ingezet. Hiervoor geeft het centrum opleidingen over infanterie en verkenning. Ook ondersteunt het trainingen van eenheden. Naast de staf bestaat het opleidingscentrum uit de volgende scholen en eenheden:
- Manoeuvreschool;
- Kenniscentrum Grondgebonden Manoeuvre (KCGM);
- Schiet Training School;
- School Grond Lucht Samenwerking;
- School voor Vredesmissies;
- Logistieke compagnie.[20]

### Opleidings- en Trainingscentrum Rijden
Het Opleidings- en Trainingscentrum Rijden (OTCRij) geeft rijopleidingen, bergingsopleidingen en bijscholingen. Militairen leren bij het OTCRij het besturen, bedienen en onderhouden van wielvoertuigen, lichte rupsvoertuigen en (grondverzet)machines.
Het OTCRij verzorgt voor de gehele krijgsmacht de volgende opleidingen:
- algemene rijopleidingen (voor het militair-rijbewijs);
- opleidingen voor het bergen van voertuigen;
- opleiding tot militaire rijinstructeurs en -examinatoren.[21]

### Lichamelijke Oefening & Sportorganisatie
De Lichamelijke Oefening & Sportorganisatie (LO&Sportorganisatie) zorgt voor de fysieke fitheid en mentale weerbaarheid die noodzakelijk is om eenheden en individuen wereldwijd in te zetten.

## Commandanten
| van          | tot          | Rang            | Naam            |
| ------------ | ------------ | --------------- | --------------- |
| april 2007   | mei 2012     | Brigadegeneraal | T. Vleugels     |
| mei 2012     | oktober 2016 | Brigadegeneraal | O.P. van Wiggen |
| oktober 2014 | januari 2016 | Brigadegeneraal | N. Geerts       |
| januari 2016 | juni 2017    | Brigadegeneraal | H.G.J.A. Smits  |
| juni 2017    | juni 2023    | Brigadegeneraal | F.B. van Dooren |
| juni 2023    | heden        | Brigadegeneraal | R. de Jong      |

## Galerij

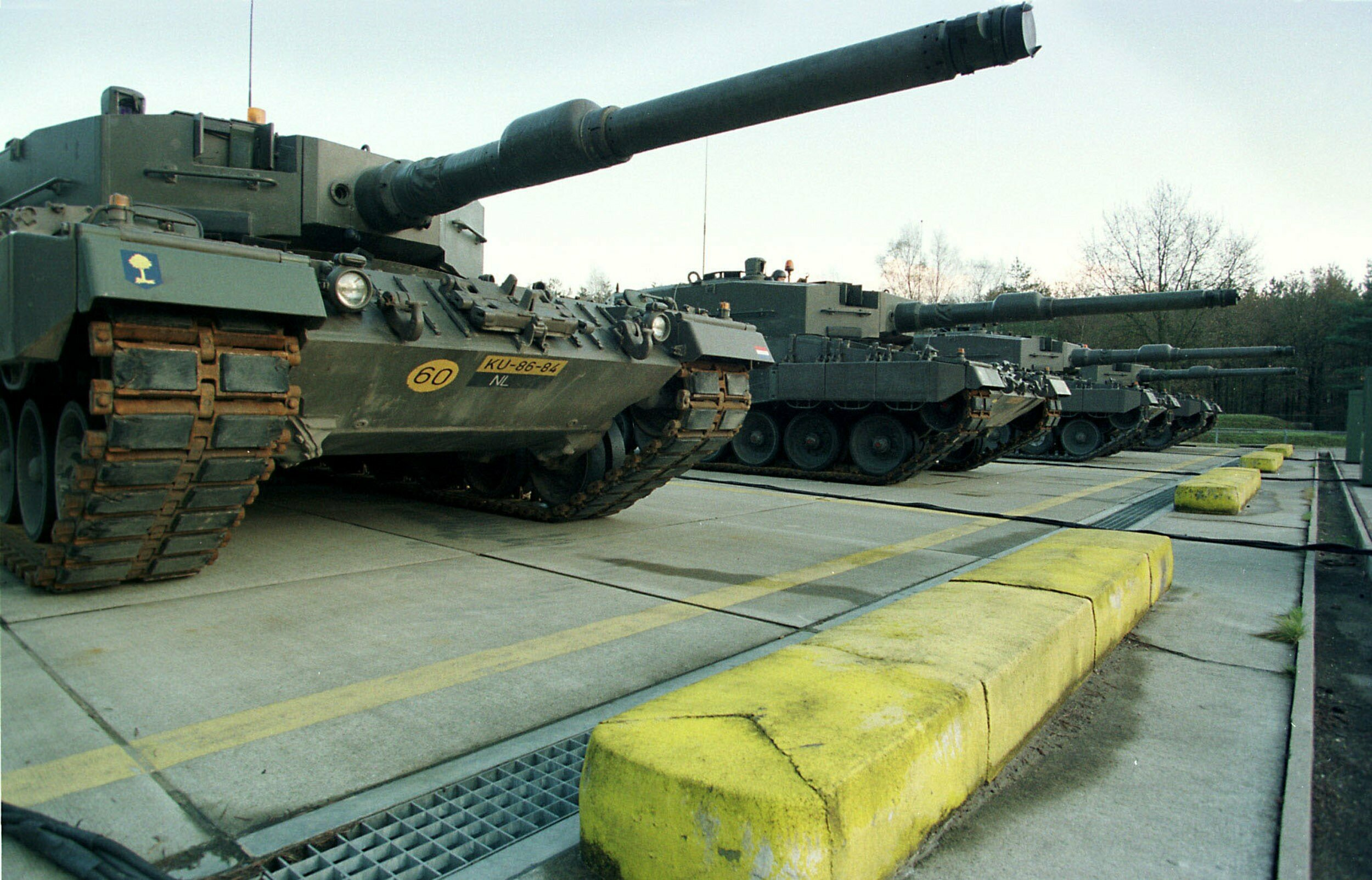
(1996) Vier Leopard 2A4 tanks van het COKL.
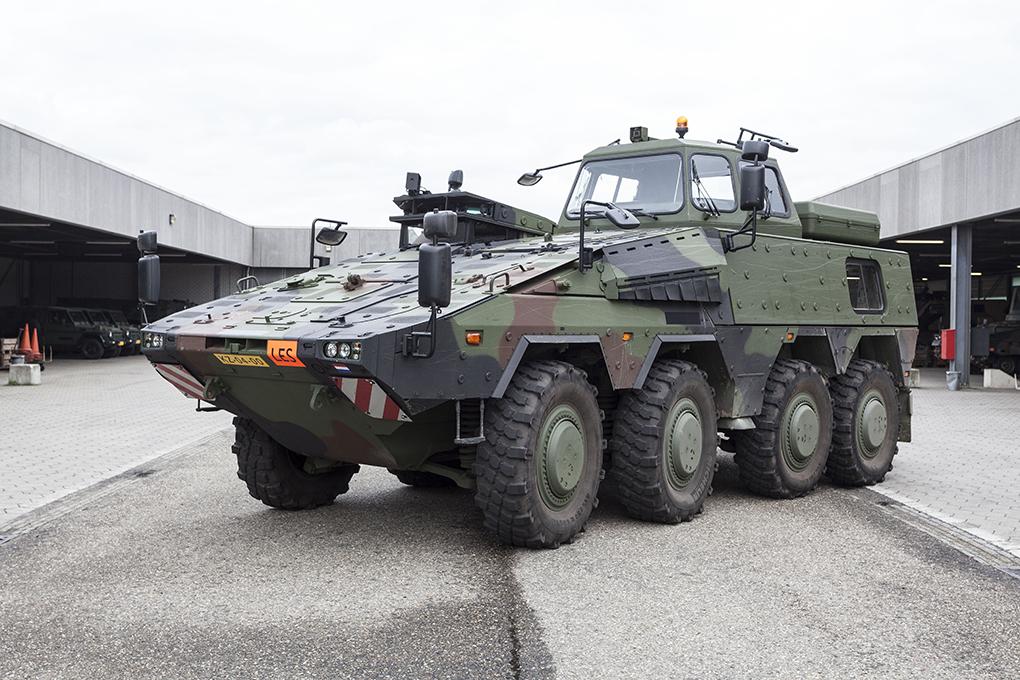
Een lesuitvoering van het Boxer-pantserwielvoertuig op het OTCRij.